# Bidi Bidi Bom Bom
Bidi Bidi Bom Bom ist ein Lied der Sängerin Selena Quintanilla-Pérez, das von ihr in Zusammenarbeit mit Pete Astudillo, einem Mitglied von Selenas Begleitband Los Dinos, verfasst wurde. Das Lied wurde auf dem 1994 erschienenen Album Amor Prohibido veröffentlicht und war dessen zweite Single-Auskopplung. Die Single belegte Ende Oktober / Anfang November 1994 in vier aufeinanderfolgenden Wochen den ersten Platz der Billboard Hot Latin Songs und das Lied gewann 1995 den BMI Latin Music Awards.

## Inhalt
Die Worte Bidi Bidi Bom Bom beschreiben den Klang eines (wild) schlagenden Herzen von Jemandem, der verliebt ist und dessen Herz außer Kontrolle gerät, wenn die geliebte Person sich in der Nähe befindet, einfach nur vorbeigeht oder spricht. Nachstehend die entsprechenden Passagen aus dem Lied:
| Spanisch | Deutsche Übersetzung |
| --- | --- |
| Cada vez que lo veo pasar Mi corazón se enloquece Y me empieza a palpitar Cada vez que lo oigo hablar Me tiemblan hasta las piernas Y el corazón igual. | Jedesmal, wenn er vorbeigeht, Spielt mein Herz verrückt Und beginnt zu schlagen. Jedesmal, wenn ich ihn sprechen höre, Zittern meine Beine Und ebenso das Herz. |

## Coverversionen
Das Lied wurde unter anderem gecovert von Selena Gomez, die es 2012 in einer Version mit der zugemischten Originalstimme von Selena Quintanilla herausbrachte, sowie von der mexikanischen Sängerin Ángela Aguilar.